# لافيرن كلارك
لافيرن كلارك (بالإنجليزية: LaVerne Clark؛ مواليد 2 ديسمبر 1973) هو مُقاتل فنون قتالية مختلطة أمريكي سابق.

## وصلات خارجية
- لافيرن كلارك على موقع بوكس ريك (الإنجليزية) (registration required)
- لافيرن كلارك على موقع يو إف سي (الإنجليزية)
- لافيرن كلارك على موقع شيردوغ (الإنجليزية)
- لافيرن كلارك على موقع IMDb (الإنجليزية)
- لافيرن كلارك على موقع قاعدة بيانات الفيلم (الإنجليزية)